# Frank Borghi
Pour les articles homonymes, voir Borghi (homonymie).
Frank Borghi, né le 9 avril 1925 à Saint-Louis dans le Missouri et mort le 3 février 2015 est un ancien joueur international américain de soccer, qui évoluait en tant que gardien de but.

## Biographie
Borghi commença sa carrière de sportif professionnel en tant que joueur de baseball, avant de débuter dans le soccer. Il choisit de jouer en tant que gardien de but, n'ayant pas l'aisance nécessaire pour jouer balle au pied à un autre sport. En fait, lorsqu'il était aux buts, il ne tirait jamais dans le ballon, et laissait un autre joueur tirer les dégagements. Il se servait de ses mains, aidé par sa grande puissance due à sa pratique du baseball.

### Club
Il évolua dans l'équipe professionnelle de sa ville natale des St. Louis Simpkins-Ford, et remporte avec eux l'US Open Cup en 1948 et 1950.

### International
Il fut appelé en équipe américaine pour la première fois en 1949 et joue les quatre rencontres de qualification de son pays pour le mondial 1950.
Il est joueur titulaire de l'équipe des USA, lors de la victoire historique obtenue contre l'équipe d'Angleterre (1-0), lors de cette Coupe du Monde 1950, jouée au Brésil. 
Il joue également un match de qualification pour le mondial 1954 contre le Mexique. Borghi est introduit au National Soccer Hall of Fame en 1976 avec le reste de l'effectif du mondial 1950.
Après sa retraite sportive, il devient directeur d'une entreprise de pompes funèbres à St. Louis jusqu'en 2003. En 2004, lui et les quatre autres joueurs américains survivants du mondial 1950 (Walter Bahr, Harry Keough, Gino Pariani et John Souza) furent décorés.

### Hommage
Il a été intronisé, en 1976, aux États-Unis au National Soccer Hall of Fame, avec les autres membres de l'équipe de la Coupe du Monde de 1950.
En 2005 un film réalisé par David Anspaugh, Le Match de leur vie (The Game of Their Lives) retrace l'aventure de ce match historique. Frank Borghi y est joué par l'acteur écossais Gerard Butler.